# Zmarli w marcu 2025

## Marzec 2025
- 31 marca
  - Sian Barbara Allen(inne języki) – amerykańska aktorka[1]
  - Yves Boisset – francuski reżyser i scenarzysta filmowy[2]
  - Bolesław Cieniawa – polski samorządowiec i działacz rolniczy, starosta żniński (1999–2000)[3]
  - Stanisław Czachor – polski duchowny rzymskokatolicki, prałat, kawaler Krzyża Komandorskiego z Gwiazdą OOP[4]
  - Patty Maloney(inne języki) – amerykańska aktorka[5]
  - Gyula Urbán – węgierski reżyser, pisarz i scenarzysta[6]
  - Betty Webb, brytyjska kryptolożka pracująca w ośrodku w Bletchley Park (ur. 1923)[7]
- 30 marca
  - Eloína Echevarría – kubańska lekkoatletka, skoczkini w dal, trójskoczkini i trenerka[8][9]
  - Barbara Frischmuth – austriacka pisarka i tłumaczka[10]
  - Marek Grzybiak – polski lekarz neurolog, profesor Gdańskiego Uniwersytetu Medycznego[11]
  - Matti Jutila – kanadyjski zapaśnik[12]
  - Lee Montague(inne języki) – brytyjski aktor[13]
  - Pachomiusz (właśc. Samir Chajr Sakr) – egipski duchowny koptyjski, metropolita Damanhuru, Matruh i Pięciu Miast Zachodu (1990–2025)[14]
- 29 marca
  - Richard Chamberlain – amerykański aktor[15]
  - Stefan Hula – polski kombinator norweski, brązowy medalista mistrzostw świata (1974), olimpijczyk (1972, 1976)[16]
  - Erwin Lanc – austriacki prawnik i polityk, parlamentarzysta (1966–1983), minister spraw wewnętrznych (1977–1983) i zagranicznych (1983–1984)[17]
  - Barbara Łazarczyk – polska lekkoatletka, płotkarka[18]
  - Stefan Nowak – polski rolnik, samorządowiec i polityk, poseł na Sejm IV kadencji (2004–2005)[19]
  - Jerzy Oględzki – polski działacz konspiracji niepodległościowej, uczestnik powstania warszawskiego, kawaler orderów[20]
  - Ángel del Pozo(inne języki) – hiszpański aktor[21]
- 28 marca
  - Alfredo (właśc. Alfredo Mostarda Filho) – brazylijski piłkarz, uczestnik mistrzostw świata (1974)[22]
  - Johann Eigenstiller – austriacki piłkarz[23]
  - Hennadij Horbenko – ukraiński lekkoatleta, płotkarz i sprinter, mistrz świata juniorów (1994)[24]
  - Aleksandra Kozłowska-Siejek - polska opozycjonistka, bohaterka Poznańskiego Czerwca 1956 roku[25]
  - Richard Norton – australijski karateka, trener, kaskader, choreograf i aktor[26]
  - Young Scooter(inne języki) (właśc. Kenneth Edward Rashaad Bailey) – amerykański raper[27]
  - Jan Stecki – polski fizykochemik, profesor[28]
- 27 marca
  - Zeev Baran – izraelski architekt, konsul honorowy RP w Jerozolimie (1999–2024)[29]
  - Kazimierz Dąbrowski – polski hokeista na trawie, olimpijczyk (1960)[30]
  - Stanisław Falkowski – polski duchowny rzymskokatolicki, działacz opozycji demokratycznej w PRL[31]
  - Henryk Ficek – polski inżynier rolnik, działacz ZSL i urzędnik państwowy, wojewoda rzeszowski (1981–1990)[32]
  - Gerd Poppe(inne języki) – niemiecki polityk i fizyk, działacz antykomunistyczny, minister bez teki w rządzie NRD (1990), pełnomocnik rządu RFN ds. praw człowieka i pomocy humanitarnej (1998–2003)[33]
  - Ottó Tolnai – serbski pisarz, poeta, dramaturg i dziennikarz radiowy narodowości węgierskiej[34]
- 26 marca
  - Rico Bianchi – szwajcarski wioślarz, wicemistrz olimpijski (1952)[35]
  - Ryszard Borowiec – polski nauczyciel i działacz partyjny, radny Rad Narodowych[36]
  - Manuel Hilario de Céspedes y García Menocal – kubański duchowny rzymskokatolicki, biskup Matanzas (2005–2022)[37]
  - David Childs(inne języki) – amerykański architekt, projektant 1 World Trade Center[38]
  - Bogusław Domagała – polski działacz partyjny i rolniczy, wicewojewoda kielecki (1978–1982)[39]
  - Rolf Groven – norweski artysta malarz[40]
  - Ferenc Szabó – węgierski judoka, wicemistrz Europy (1977), olimpijczyk (1972)[41]
  - Settimio Todisco – włoski duchowny rzymskokatolicki, arcybiskup Brindisi-Ostuni (1975–2000)[42]
  - Antoni Trzaskowski – polski piłkarz[43]
  - Wes Watkins(inne języki) – amerykański polityk, członek Izby Reprezentantów (1997–2003)[44]
  - Stef Wertheimer – izraelski przedsiębiorca i polityk, miliarder, poseł do Knesetu (1977–1981)[45]
- 25 marca
  - Juan Aguilera(inne języki) – hiszpański tenisista[46]
  - Denis Arndt(inne języki) – amerykański aktor[47]
  - Christopher Ehret – amerykański językoznawca i historyk, profesor[48]
  - Jadwiga Gawrych – polska perkusistka, Sprawiedliwa wśród Narodów Świata[49]
  - J. Bennett Johnston(inne języki) – amerykański prawnik i polityk, senator (1972–1997)[50]
  - Danuta Ćirlić-Straszyńska – polska tłumaczka, dziennikarka i publicystka[51]
  - Jadwiga Gawrych – polska perkusistka, odznaczona medalem Sprawiedliwy wśród Narodów Świata[52]
  - Andriej Martiemjanow – rosyjski hokeista i trener[53]
  - Alice Tan Ridley – amerykańska piosenkarka R&B i gospel[54]
  - Ewa Talik – polska fizyczka, profesor[55]
- 24 marca
  - Gene Cichowski – amerykański futbolista polskiego pochodzenia[56]
  - Ewa Czajkowska-Smożewska – polska aktorka[57]
  - Tomasz Moździerski – polski parakajakarz[58]
  - Fritz Streletz(inne języki) – niemiecki wojskowy, generał pułkownik, szef Sztabu Głównego NVA (1979–1989)[59]
  - Bożena Wahl – polska artystka plastyczka[60]
- 23 marca
  - Gianfranco Barra – włoski aktor[61]
  - Franciszek Bunsch – polski malarz i grafik, profesor i prorektor ASP w Krakowie (1972–1975 oraz 1984–1987)[62]
  - Bogdan Daras – polski zapaśnik, mistrz świata (1985, 1986), olimpijczyk (1988)[63]
  - Bogdan Dzięcioł – polski prawnik i wojskowy, dr hab., pułkownik, sędzia i adwokat, prezes SN – Izby Wojskowej (1971–1975)[64]
  - Max Frankel(inne języki) – amerykański dziennikarz, redaktor naczelny The New York Times (1986–1994)[65]
  - Eugeniusz Lewacki – polski hokeista, olimpijczyk (1948, 1952)[66]
  - Mia Love – amerykańska polityczka, członkini Izby Reprezentantów (2015–2019)[67]
  - Charles Strachey – brytyjski arystokrata, członek Izby Lordów (1961–1999), eurodeputowany I, II i III kadencji (1973–1975, 1979–1994)[68]
  - Alicja Szewczyk – polska siatkarka i trenerka, medalistka Mistrzostw Europy (1958)[69]
- 22 marca
  - Adam Błaś – polski prawnik administratywista, profesor[70]
  - Livingstone Bramble(inne języki) – bokser z Saint Kitts i Nevis, mistrz świata federacji WBA (1984)[71]
  - Łarisa Gołubkina – rosyjska aktorka[72]
  - Colin Hart – brytyjski dziennikarz sportowy[73]
  - Djamel Menad – algierski piłkarz, uczestnik mistrzostw świata (1986), olimpijczyk (1980)[74]
  - Danuta Olędzka – polska architektka, urbanistka, przedstawicielka modernizmu, nauczyciel akademicki[75]
  - Filippo Maria Pandolfi – włoski polityk i samorządowiec, parlamentarzysta (1968–1988), minister, członek KE (1989–1993)[76]
  - Stanisław Socha – polski trener lekkoatletyczny, profesor, rektor AWF w Katowicach (1984–1990)[77]
  - Larry Tamblyn(inne języki) – amerykański wokalista, klawiszowiec i aktor, członek grupy The Standells[78]
  - Łukasz Turski – polski fizyk, profesor, popularyzator nauki, publicysta[79]
- 21 marca
  - George Foreman – amerykański bokser i duchowny zielonoświątkowy, mistrz olimpijski (1968) i świata[80]
  - Andrzej Galiński – polski operator, reżyser oraz scenarzysta telewizyjny i filmowy[81]
  - Waldemar Głaz – polski fizyk, dr hab., profesor UAM[82]
  - Stanisław Głowacz – polski wokalista, poeta i autor tekstów piosenek[83]
  - Giancarlo Guerrini – włoski piłkarz wodny, mistrz olimpijski (1960)[84]
  - Terry Reilly – australijski łucznik, olimpijczyk (1972, 1976)[85]
- 20 marca
  - Witold Fokin – ukraiński inżynier górnik i polityk, premier Ukraińskiej SRR (1990–1991) i Ukrainy (1991–1992)[86]
  - Eddie Jordan – irlandzki przedsiębiorca, założyciel zespołu F1 Jordan Grand Prix[87]
- 19 marca
  - Eddie Adcock(inne języki) – amerykański muzyk bluegrass, bandżysta i gitarzysta[88]
  - Andrija Delibašić – czarnogórski piłkarz[89]
  - Athanase Matti Shaba Matoka – iracki duchowny syryjskokatolicki, arcybiskup Bagdadu (1983–2010)[90]
- 18 marca
  - Nadia Cassini(inne języki) – amerykańsko-włoska aktorka[91]
  - Paul Cremona – maltański duchowny rzymskokatolicki, dominikanin, arcybiskup Malty (2006–2014)[92]
  - Bedros Kirkorow – bułgarski piosenkarz[93]
  - Bartosz Korzeniewski – polski filozof, dr hab., profesor UAM[94]
  - Wlamir Marques – brazylijski koszykarz, mistrz świata (1959, 1963), medalista olimpijski (1960, 1964)[95]
  - Leszek Mądzik – polski scenograf i reżyser teatralny, profesor[96]
- 17 marca
  - Marek Adamiec – polski historyk literatury, dr hab., profesor UG[97][98]
  - David Steven Cohen – amerykański scenarzysta telewizyjny[99]
  - Paddy Hemingway(inne języki) – irlandzki pilot Royal Air Force, uczestnik bitwy o Anglię[100]
  - Line Markert(inne języki) – duńska prawniczka, wiceprezes Międzynarodowej Federacji Żeglarskiej[101]
  - Fiodor Małychin – rosyjski hokeista[102]
  - Aurelio Martínez(inne języki) – honduraski muzyk i polityk[103]
  - Andrzej Ruszkarski – polski inżynier mechanik i polityk, podsekretarz stanu w MHiPM (1983–1987)[104]
- 16 marca
  - Émilie Dequenne – belgijska aktorka[105]
  - Jesse Colin Young(inne języki) – amerykański wokalista i gitarzysta, członek zespołu The Youngbloods[106]
  - Stefan Kaszyński – polski historyk literatury niemieckiej i skandynawskiej[107]
- 15 marca
  - Peter Bichsel – szwajcarski pisarz[108]
  - Les Binks – północnoirlandzki perkusista, członek zespołu Judas Priest[109]
  - Doris Fitschen(inne języki) – niemiecka piłkarka, mistrzyni Europy (1989, 1991, 1995, 1997, 2001)[110]
  - Esten Gjelten – norweski biathlonista, wicemistrz świata (1969, 1970, 1973)[111]
  - Wings Hauser – amerykański aktor, scenarzysta oraz reżyser telewizyjny i filmowy[112][113]
  - Stanisław Kulaszewicz – polski fizyk, dr hab., profesor PB, prodziekan WM PB (1971–1975), prorektor PB (1987–1990)[114]
  - Nita Lowey(inne języki) – amerykańska polityczka, członkini Izby Reprezentantów (1989–2021)[115]
  - Andrzej Maciejczak – polski lekarz neurochirurg, profesor[116]
  - Barbara Skrzypek – polska urzędniczka i sekretarka, współpracownica Michała Janiszewskiego i Jarosława Kaczyńskiego[117]
  - Slick Watts – amerykański koszykarz[118]
- 14 marca
  - Bogusław Gierajewski – polski lekkoatleta, płotkarz, olimpijczyk (1960, 1964)[119]
  - Peter Hric – słowacki kolarz górski i przełajowy[120]
  - Andreas Kronthaler – austriacki strzelec sportowy, wicemistrz olimpijski (1984)[121]
  - Jerzy Luciński – polski inżynier elektronik, profesor, prodziekan Wydziału Elektrycznego PŁ (1980–1983)[122]
  - Alan K. Simpson(inne języki) – amerykański prawnik i polityk, senator (1979–1997)[123]
  - Dag Solstad – norweski prozaik[124]
- 13 marca
  - Antym (Russas) – grecki duchowny prawosławny, metropolita Salonik (2004–2023)[125]
  - Raúl Grijalva(inne języki) – amerykański polityk, członek Izby Reprezentantów (2003–2025)[126]
  - Sofija Gubajdulina – rosyjska kompozytorka[127]
  - Radiša Ilić – serbski piłkarz[128]
  - Andrzej Krzak – polski lekarz i polityk, senator IV kadencji (1997–2001)[129][130]
  - Miguel Macedo – portugalski prawnik, samorządowiec, polityk, minister administracji i spraw wewnętrznych (2011–2014)[131]
  - Roman Nagórski – polski inżynier budownictwa, profesor[132]
  - Maria Grazia Spina(inne języki) – włoska aktorka[133]
  - Bolesław Ostrowski – polski weteran II wojny światowej, ostatni znany żyjący spadochroniarz z 1. Samodzielnej Brygady Spadochronowej[134][135]
- 12 marca
  - Aleksandr Baranow – rosyjski wojskowy, generał armii, dowódca Północnokaukaskiego Okręgu Wojskowego (2004–2008)[136]
  - Ita Gertner – izraelska artystka malarka i rzeźbiarka[137]
  - Bruce Glover – amerykański aktor[138]
  - Klaus Kobusch – niemiecki kolarz torowy, wicemistrz świata (1966), medalista olimpijski (1964)[139]
  - Oliver Miller – amerykański koszykarz[140]
  - Peggy Parnass – niemiecko-szwedzka aktorka, pisarka i reporterka sądowa[141]
  - Jolanta Popiołek – polska pedagog, polityk, działaczka harcerska i związkowa, senator V kadencji (2001–2005)[142]
  - Walter Schwimmer – austriacki prawnik, działacz związkowy i polityk, parlamentarzysta (1971–1999), sekretarz generalny Rady Europy (1999–2004)[143]
  - Urszula Szerszeń-Małecka – polska śpiewaczka operowa, sopran[144]
  - Witold-K (właśc. Witold Leszek Kaczanowski) – polsko-amerykański artysta malarz[145]
- 11 marca
  - Junior Bridgeman – amerykański koszykarz i przedsiębiorca, miliarder[146]
  - Cocoa Tea(inne języki) (właśc. Calvin Scott) – jamajski piosenkarz reggae[147]
  - Francesco Cuccarese – włoski duchowny rzymskokatolicki, arcybiskup Acerenzy (1979–1987), Caserty (1987–1990) i Pescary-Penne (1990–2005)[148]
  - Władysław Duczko – polski archeolog, dr hab., profesor AFiB Vistula[149]
  - Sofija Gubajdulina – rosyjska kompozytorka[150]
  - Ayumi Ishida – japońska aktorka i piosenkarka[151]
  - Krzysztof Krasowski – polski prawnik, adwokat i historyk prawa, profesor, prorektor UAM (2008–2016)[152]
  - Mirosław Małuszyński – polski biolog, genetyk, profesor, dziekan WBiOŚ UŚ (1978–1982)[153]
  - Norair Nurikjan – bułgarski sztangista, mistrz olimpijski (1972, 1976), mistrz świata (1972, 1976)[154]
  - Clive Revill – nowozelandzki aktor i piosenkarz[155]
  - Witold Tomczak – polski polityk i lekarz, poseł na Sejm III i IV kadencji (1997–2004), poseł do PE V i VI kadencji (2004–2009)[156]
  - Robert Trebor(inne języki) – amerykański aktor[157]
- 10 marca
  - Natalja Achrimienko – rosyjska lekkoatletka, kulomiotka, halowa mistrzyni Europy (1987)[158]
  - Zbigniew Buski – polski prawnik, publicysta i menedżer kultury[159]'
  - Krystyna Grochowska – polska wokalistka, członkini zespołu Alibabki[160]
  - Francis Billy Hilly(inne języki) – salomoński polityk, premier (1993–1994)[161]
  - Stanley R. Jaffe – amerykański producent i reżyser filmowy[162]
  - Jesús Antonio Lerma Nolasco – meksykański duchowny rzymskokatolicki, biskup pomocniczy Meksyku (2009–2019), biskup Iztapalapa (2019–2021)[163]
  - Stedman Pearson(inne języki) – brytyjski wokalista, członek zespołu Five Star[164]
  - Wheesung(inne języki) (właśc. Choi Whee-sung) – południowokoreański wokalista i kompozytor[165]
- 9 marca
  - Simon Fisher-Becker – brytyjski aktor[166]
  - Stefan Machowicz – polski samorządowiec i działacz partyjny, przewodniczący Miejskiej Rady Narodowej w Chełmie, wicewojewoda chełmski (1994–1997)[167]
  - Richard McTaggart – brytyjski bokser, mistrz olimpijski (1956) i Europy (1961)[168]
  - Akinori Nakayama – japoński gimnastyk, mistrz olimpijski (1968, 1972) i świata (1966, 1970)[169]
  - Yola Ramírez – meksykańska tenisistka[170]
- 8 marca
  - Ayo-Maria Atoyebi – nigeryjski duchowny rzymskokatolicki, biskup Ilorin (1992–2019)[171]
  - Philippe Bär – holenderski duchowny rzymskokatolicki, biskup Rotterdamu (1983–1993), ordynariusz wojskowy Holandii (1983–1993)[172]
  - Stefania Cybulko – polska lekkoatletka, sprinterka[173]
  - Donald Hazelwood – australijski skrzypek, koncertmistrz[174]
  - Krzysztof Hipsz – polski dziennikarz i publicysta[175]
  - L.J. Smith – amerykańska pisarka[176]
  - Ella Zeller(inne języki) – rumuńska tenisistka stołowa, mistrzyni świata (1951, 1953, 1955, 1956) i Europy (1958)[177][178][179]
- 7 marca
  - Luís Carlos Galter – brazylijski piłkarz[180]
  - Wolfgang Engel(inne języki) – niemiecki reżyser i aktor teatralny[181]
  - Maria Etienne – polska tłumaczka dialogów filmowych[182]
  - Michał Ferenc – polski inżynier mechanik, dr hab., profesor nadzwyczajny PŚ[183]
  - Cezary Frąc – polski tłumacz, pisarz fantasy[184][185]
  - Jan Kulig – polski ekonomista, profesor[186]
  - Bogdan Merkel – polski zapaśnik i trener, mistrz Polski[187]
  - Jürgen Piepenburg – niemiecki piłkarz i trener[188]
  - Arkadiusz Szostak – polski dziennikarz radiowy[189]
  - David Vunagi – salomoński duchowny anglikański i polityk, gubernator generalny (2019–2024)[190]
  - D’wayne Wiggins – amerykański wokalista, gitarzysta, założyciel i członek zespołu Tony! Toni! Toné!, producent muzyczny[191]
  - Alaksandr Zimienka – białoruski artysta malarz, ceramik, architekt wnętrz i designer[192]
- 6 marca
  - Meredith Belbin – brytyjski teoretyk zarządzania[193]
  - Walter Bucher – szwajcarski kolarz torowy, mistrz świata (1958)[194]
  - Dušan Čaplovič – słowacki archeolog i polityk, wicepremier (2006–2010)[195]
  - Brian James(inne języki) – brytyjski gitarzysta, członek zespołu The Damned[196]
  - Krzysztof Kononowicz – polski aktywista lokalny, działacz polityczny, osobowość internetowa, celebryta[197]
  - Henryk Podbielski – polski filolog klasyczny i historyk filozofii, profesor[198]
  - Josef Zíma – czeski aktor, piosenkarz i prezenter telewizyjny[199]
- 5 marca
  - Bronisław Aubrecht-Prądzyński – polski tancerz baletowy i pedagog, dyrektor OSB w Gdańsku (1972–2017)[200]
  - Pamela Bach – amerykańska aktorka[201]
  - Norberto Huezo – salwadorski piłkarz[202]
  - Bruno Pizzul(inne języki) – włoski dziennikarz i komentator sportowy[203]
  - Fred Stolle – australijski tenisista[204]
- 4 marca
  - Roy Ayers – amerykański muzyk i kompozytor[205]
  - Jean-Louis Debré – francuski prawnik i politolog, polityk, minister spraw wewnętrznych (1995–1997), przewodniczący Zgromadzenia Narodowego (2002–2007) i Rady Konstytucyjnej (2007–2016)[206]
  - Oleg Gordijewski – rosyjski oficer wywiadu, pułkownik KGB, współpracownik MI6, pisarz[207][208]
  - Janina Januszewska-Skreiberg – polska dziennikarka, pisarka, popularyzatorka kultury polskiej w Norwegii i norweskiej w Polsce[209]
  - Tadeusz Kowalski  – polski działacz konspiracji niepodległościowej, powstaniec warszawski, kawaler Orderu Odrodzenia Polski[210]
  - Jerzy Pasiński – polski inżynier mechanik i polityk, prezydent Gdańska (1989–1990)[211]
  - Sylvester Turner(inne języki) – amerykański prawnik i polityk, burmistrz Houston (2016–2024), członek Izby Reprezentantów (2025)[212]
  - Serhij Żurawlow – ukraiński piłkarz i trener, mistrz Europy U-21 (1980)[213][214]
- 3 marca
  - Jenny Alcorn(inne języki) – australijska triathlonistka[215]
  - Kathryn Apanowicz(inne języki) – brytyjska aktorka i prezenterka telewizyjna polskiego pochodzenia[216]
  - Henryk Bielski – polski reżyser filmowy[217]
  - Lincoln Diaz-Balart(inne języki) – amerykański prawnik i polityk, członek Izby Reprezentantów (1993–2011)[218]
  - Zbigniew Eysmont – polski artysta plastyk, restaurator i polityk, poseł na Sejm I i III kadencji (1991–1993 i 2000–2001), minister – członek RM (1992–1993)[219]
  - Dan Gawrecki – czeski historyk, profesor[220]
  - Eleonora Giorgi – włoska aktorka[221]
  - Teodor Kulawczuk – polski ekonomista, profesor[222][223]
  - Jean-Marie Londeix – francuski saksofonista[224]
  - Jozef Markuš(inne języki) – słowacki ekonomista i polityk, prezes Macierzy Słowackiej (1990–2010)[225]
  - Craig Richard Nelson – amerykański aktor i reżyser[226]
  - Felicia Țilea-Moldovan – rumuńska lekkoatletka, oszczepniczka, wicemistrzyni świata (1995), medalistka Mistrzostw Europy (1994), olimpijka (1996, 2000, 2004)[227]
  - Aleksandra Sękowska – polska działaczka ewangelicko-reformowana, publicystka, uczestniczka powstania warszawskiego[228][229]
  - Mirosław Szafran – polski chemik, profesor[230]
- 2 marca
  - Edip Akbayram(inne języki) – turecki muzyk[231]
  - Dennis Bond(inne języki) – angielski piłkarz[232]
  - Gérard Bourgoin(inne języki) – francuski przedsiębiorca i polityk, prezes AJ Auxerre (1978–2000, 2011–2013)[233]
  - Czesław Kolman – polski żużlowiec[234]
  - Jadwiga Komorowska – polska socjolog, członkini ruchu oporu podczas II wojny światowej oraz opozycji antykomunistycznej w PRL, żona Zygmunta Komorowskiego, matka Bronisława Komorowskiego[235]
  - Buwajsar Sajtijew – rosyjski zapaśnik i polityk, mistrz olimpijski (1996, 2004, 2008), deputowany do Dumy (2016–2021)[236]
  - Bernhard Vogel – niemiecki polityk, politolog i nauczyciel akademicki, premier Nadrenii-Palatynatu (1976–1988) oraz Turyngii (1992–2003), poseł do Bundestagu (1965–1967), przewodniczący Bundesratu (1976–1977 i 1987–1988)[237]
- 1 marca
  - Hazel Nell Dukes(inne języki) – amerykańska działaczka społeczna, przewodnicząca NAACP (1990–1992)[238]
  - Nicolás Hidalgo – hiszpański piłkarz[239]
  - Henryk Korbański – polski artysta rzeźbiarz, malarz i rysownik[240]
  - Tim Kruger (właśc. Marcel Bonn) – niemiecki aktor pornograficzny i model[241]
  - Norio Minorikawa(inne języki) – japoński prezenter telewizyjny[242]
  - Andrzej Mirecki – polski aktor[243]
  - Joey Molland(inne języki) – brytyjski gitarzysta i kompozytor rockowy, członek zespołu Badfinger[244]
  - Paulito FG(inne języki) – kubański muzyk[245]
  - Angie Stone – amerykańska piosenkarka R&B i soul[246]
  - Tadeusz Strzelecki – polski inżynier, profesor, prodziekan Wydziału Inżynierii Produkcji PW (1987–1990)[247]
  - Wiktor Bohdan Szostak – polski lekarz internista i dietetyk, profesor, dyrektor Instytutu Żywności i Żywienia (1976–1991)[248][249]
  - Jerzy Szymczyk – polski muzyk disco polo, członek zespołu Vabank[250]
  - Jack Vettriano – szkocki artysta malarz[251][252].

- nieznana data dzienna
  - Calistrat Cuțov – rumuński bokser, mistrz Europy (1969), medalista olimpijski (1968)[253]
  - Maria Poźniak-Niedzielska – polska prawniczka cywilistka, profesor[254]
  - Klaus Richtzenhain – niemiecki lekkoatleta, średniodystansowiec, wicemistrz olimpijski (1956)[255]